# 通北街道
通北街道，是中华人民共和国福建省漳州市芗城区下辖的一个乡镇级行政单位。

## 行政区划
通北街道下辖以下地区：
湖内社区、芝山社区、和平里社区、北塔社区、金源社区、漳华社区、团结社区、延安北社区、宝珠园社区、西洋坪村、大同村、金湖村和高校园区社区。